# Bredloka
Bredloka (Heracleum sosnowskyi) är en flockblommig växtart som beskrevs av Ida P. Mandenova. Bredloka ingår i släktet lokor, och familjen flockblommiga växter. Inga underarter finns listade i Catalogue of Life.

## Utbredning
Bredlokan fanns ursprungligen i centrala till östra delarna av Kaukasien, ner till Sydkaukasien. Numera är den ett vanligt ogräs i Baltikum, Vitryssland, Ryssland, Ukraina och Polen. Växten förekommer i Sverige.

## Giftighet

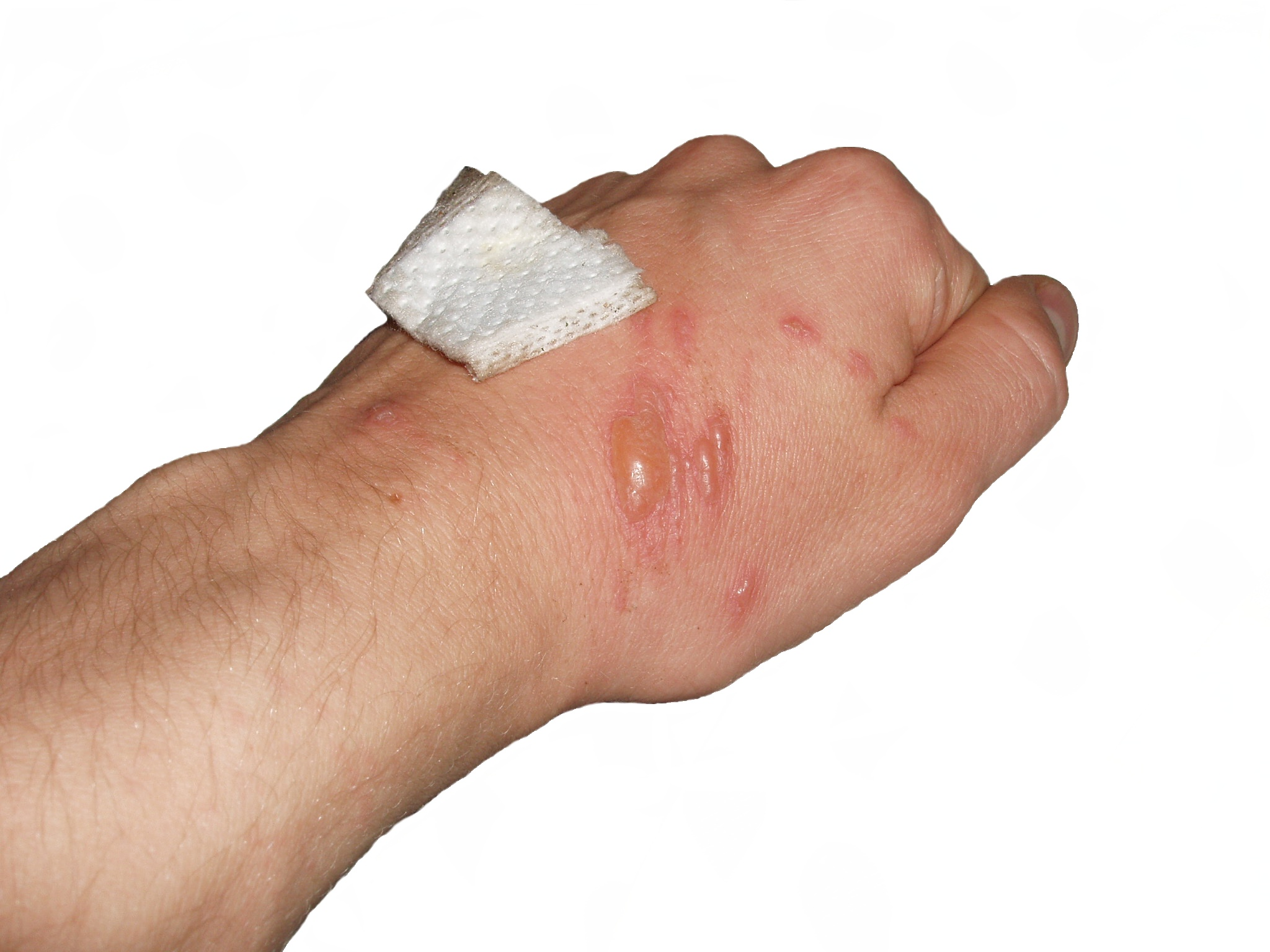
Blåsor orsakade av Bredloka.

Hela växten har allergenen furanokumarin. Om man får växtsaft på huden blir man ljuskänslig och vid solljus kan svåra blåsor uppstå.

## Spridning
Växten spreds från sina ursprungliga platser när den började användas som ensilage i Sovjetunionen. Det har givit den namnet ”Stalins hämnd”.

## Bildgalleri

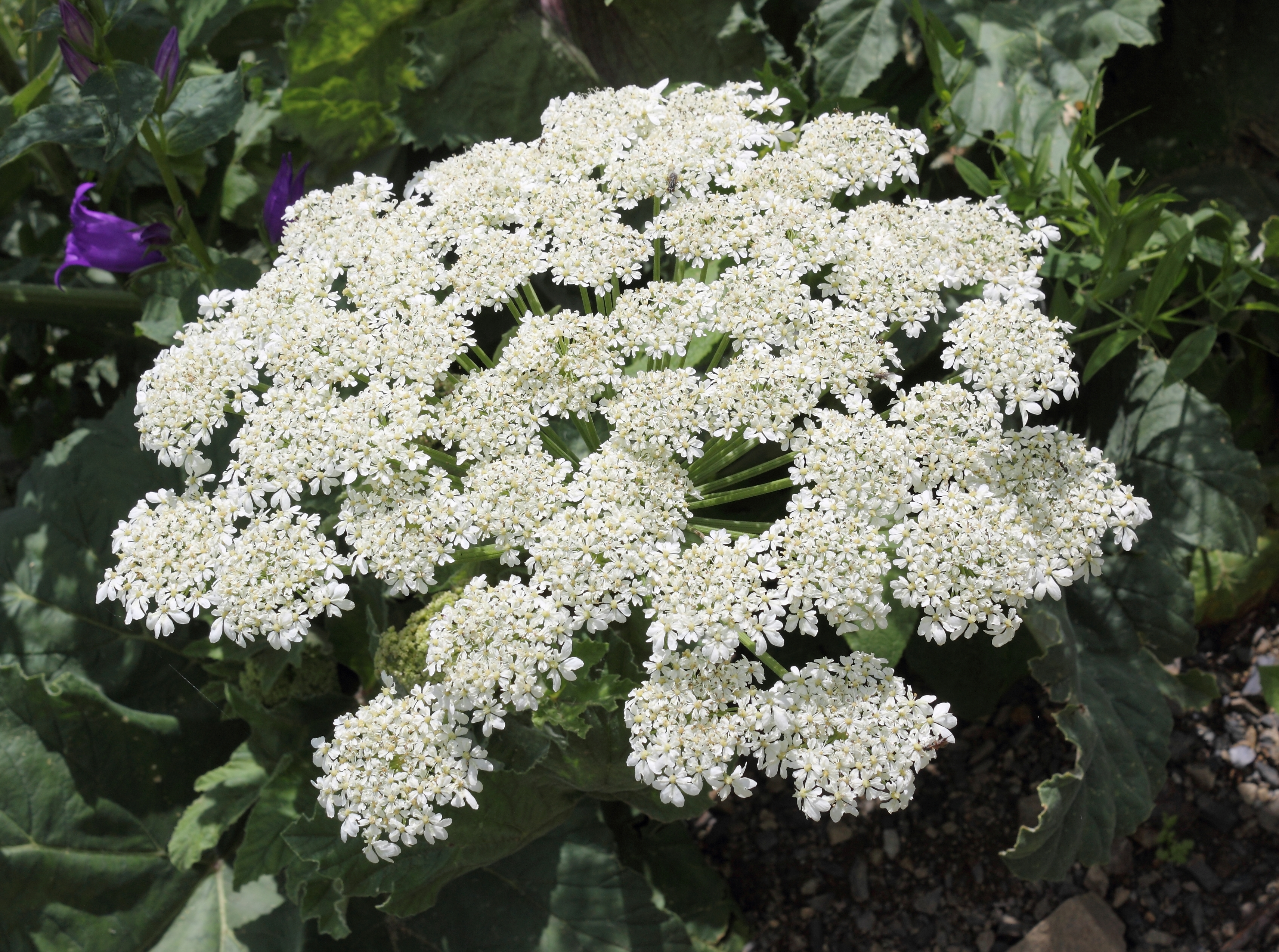
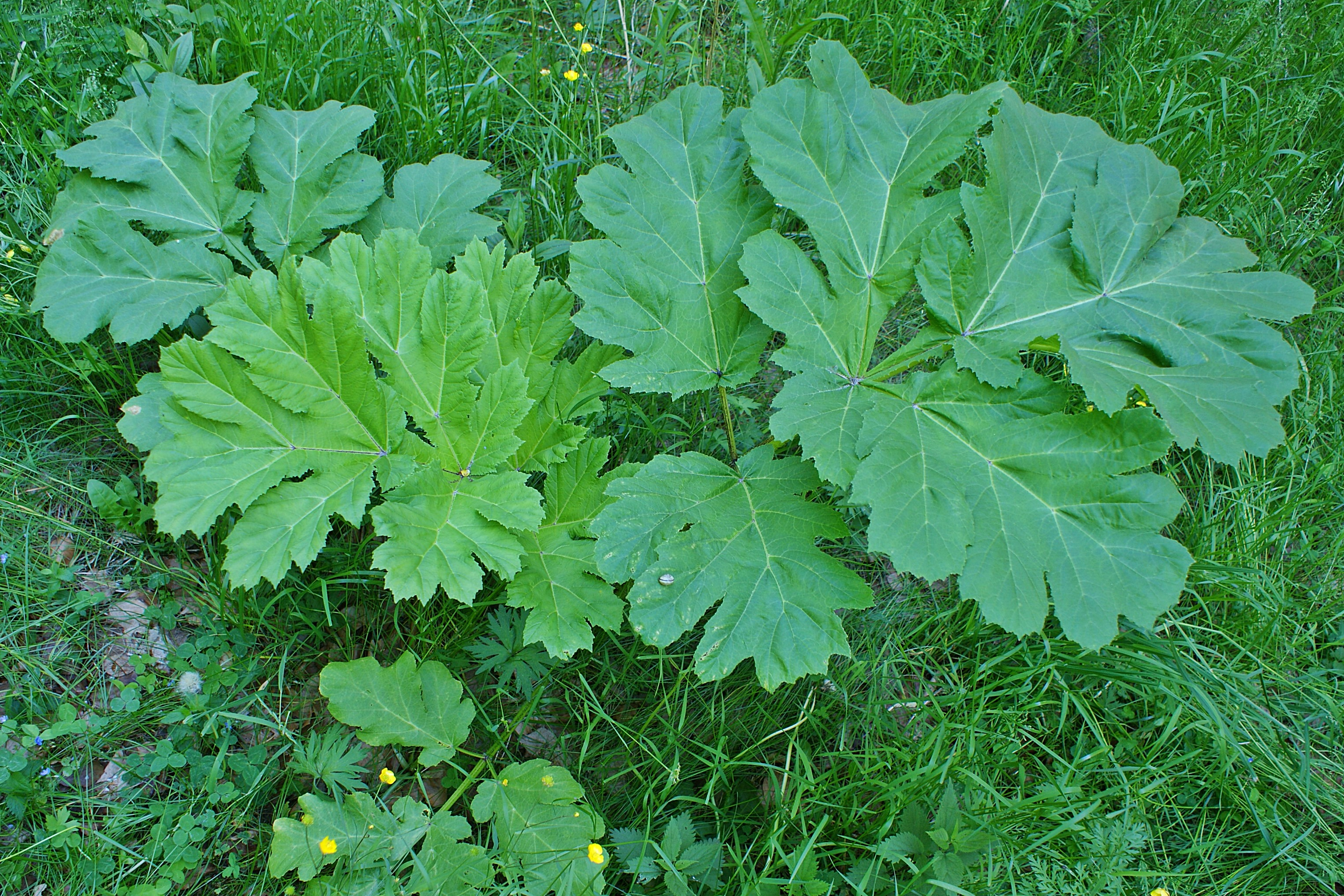
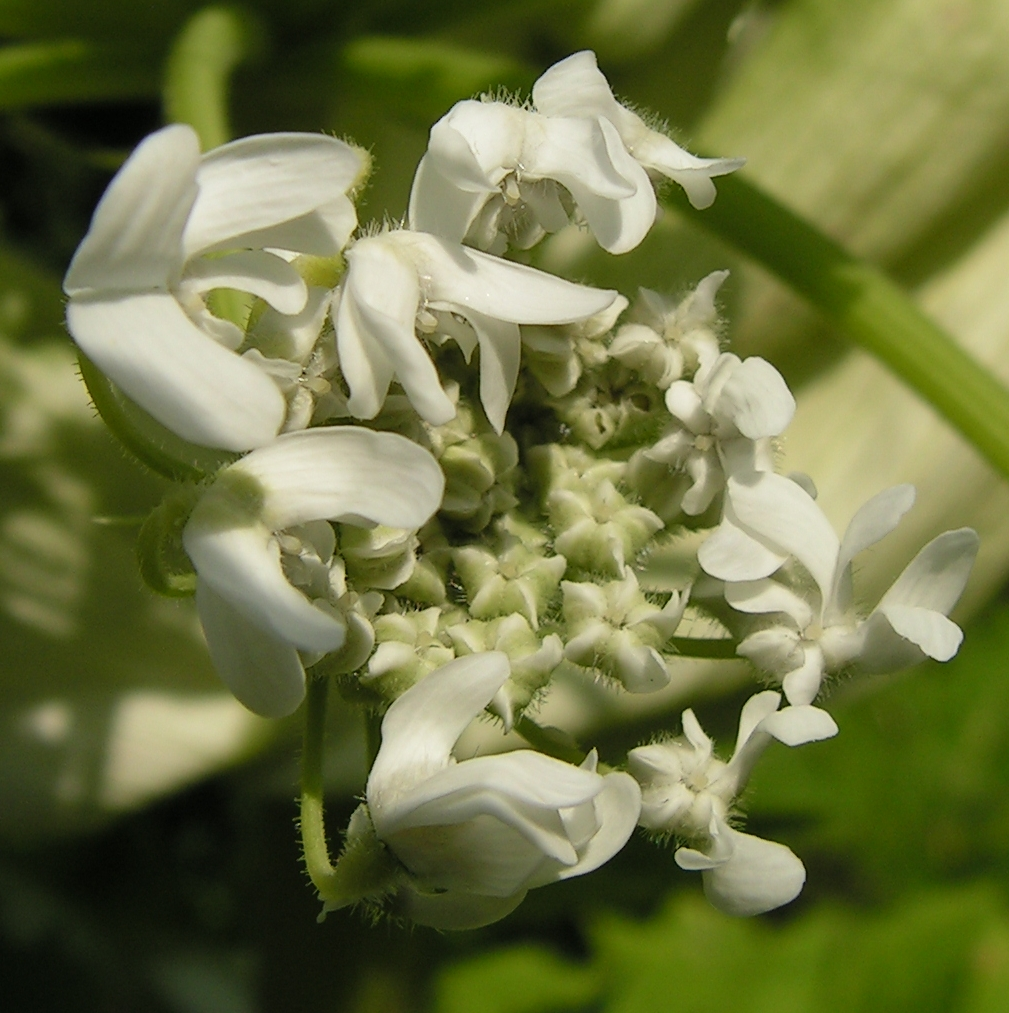